# Élections cantonales de 2011 en Moselle
Les élections cantonales ont eu lieu les 20 et 27 mars 2011.

## Contexte départemental

### Assemblée départementale sortante
Avant les élections, le conseil général de la Moselle est présidé par Philippe Leroy (UMP). Il comprend 51 conseillers généraux issus des 51 cantons de la Moselle. 26 d'entre eux sont renouvelables lors de ces élections. 
| Parti                             | Sigle | Élus |
| --------------------------------- | ----- | ---- |
| Majorité (29 sièges)              |       |      |
| Union pour un mouvement populaire | UMP   | 18   |
| Divers droite                     | DVD   | 8    |
| Nouveau Centre                    | NC    | 2    |
| Mouvement démocrate               | MoDem | 1    |
| Opposition (22 sièges)            |       |      |
| Parti socialiste                  | PS    | 19   |
| Divers gauche                     | DVG   | 2    |
| Parti communiste français         | PCF   | 1    |
| Président du conseil général      |       |      |
| Philippe Leroy (UMP)              |       |      |

## Résultats à l'échelle du département

### Résultats en nombre de sièges
| Parti | Sièges mis en jeu | Élus | Évolution |
| ----- | ----------------- | ---- | --------- |
| PS    | 12                | 10   | -2        |
| UMP   | 7                 | 5    | -2        |
| DVD   | 6                 | 10   | +4        |
| NC    | 1                 | 1    | =         |

### Assemblée départementale à l'issue des élections
| Parti                             | Sigle | Élus |
| --------------------------------- | ----- | ---- |
| Majorité (31 sièges)              |       |      |
| Union pour un mouvement populaire | UMP   | 16   |
| Divers droite                     | DVD   | 12   |
| Nouveau Centre                    | NC    | 2    |
| Mouvement démocrate               | MoDem | 1    |
| Opposition (20 sièges)            |       |      |
| Parti socialiste                  | PS    | 17   |
| Divers gauche                     | DVG   | 2    |
| Parti communiste français         | PCF   | 1    |
| Président du conseil général      |       |      |
| Philippe Leroy (UMP)              |       |      |

## Résultats par canton

### Canton d'Algrange
| Candidats      | Candidats         | Étiquette      | Premier tour | Premier tour | Second tour | Second tour |
| Candidats      | Candidats         | Étiquette      | Voix         | %            | Voix        | %           |
| -------------- | ----------------- | -------------- | ------------ | ------------ | ----------- | ----------- |
|                | René Gori*        | PS             | 1 273        | 31,52        | 2 094       | 100,00      |
|                | Patrick Peron     | FG             | 1 110        | 27,48        |             |             |
|                | Fabien Engelmann  | FN             | 945          | 23,40        |             |             |
|                | Josiane Madelaine | EÉLV           | 294          | 7,28         |             |             |
|                | Lionel Cossin     | UMP            | 253          | 6,26         |             |             |
|                | Guy Alexandre     | EXD            | 105          | 2,60         |             |             |
|                | Gérard Lohmann    | POI            | 59           | 1,46         |             |             |
|                |                   |                |              |              |             |             |
| Inscrits       | Inscrits          | Inscrits       | 12 733       | 100,00       | 12 732      | 100,00      |
| Abstentions    | Abstentions       | Abstentions    | 8 595        | 67,50        | 10 073      | 79,12       |
| Votants        | Votants           | Votants        | 4 138        | 32,50        | 2 659       | 20,88       |
| Blancs et nuls | Blancs et nuls    | Blancs et nuls | 99           | 2,39         | 565         | 21,25       |
| Exprimés       | Exprimés          | Exprimés       | 4 039        | 97,61        | 2 094       | 78,75       |

*sortant

### Canton d'Ars-sur-Moselle
| Candidat       | Candidat                  | Étiquette      | Premier tour | Premier tour | Second tour | Second tour |
| Candidat       | Candidat                  | Étiquette      | Voix         | %            | Voix        | %           |
| -------------- | ------------------------- | -------------- | ------------ | ------------ | ----------- | ----------- |
|                | Jean-Claude Wannenmacher* | PS             | 1 778        | 28,44        | 4 160       | 59,39       |
|                | Yves Gelzinnis            | FN             | 1 649        | 26,38        | 2 845       | 40,61       |
|                | Éric Gardelli             | UMP            | 1 323        | 21,16        |             |             |
|                | Claude Galilé             | NC             | 573          | 9,17         |             |             |
|                | Marie-Christine Sinteff   | PCF            | 397          | 6,35         |             |             |
|                | Albert Dal Pozzolo        | POI            | 328          | 5,25         |             |             |
|                | Claude Guehl              | DVD            | 203          | 3,25         |             |             |
|                |                           |                |              |              |             |             |
| Inscrits       | Inscrits                  | Inscrits       | 16 469       | 100,00       | 16 469      | 100,00      |
| Abstentions    | Abstentions               | Abstentions    | 10 031       | 60,91        | 8 817       | 53,54       |
| Votants        | Votants                   | Votants        | 6 438        | 39,09        | 7 652       | 46,46       |
| Blancs et nuls | Blancs et nuls            | Blancs et nuls | 187          | 2,90         | 647         | 8,46        |
| Exprimés       | Exprimés                  | Exprimés       | 6 251        | 97,10        | 7 005       | 91,54       |

*sortant

### Canton de Bitche
| Candidat       | Candidat              | Étiquette      | Premier tour | Premier tour | Second tour | Second tour |
| Candidat       | Candidat              | Étiquette      | Voix         | %            | Voix        | %           |
| -------------- | --------------------- | -------------- | ------------ | ------------ | ----------- | ----------- |
|                | Gérard Humbert        | DVD            | 1 404        | 32,79        | 2 523       | 58,13       |
|                | Gilbert Maurer*       | PS             | 1 127        | 26,32        | 1 817       | 41,87       |
|                | Guillaume Plot        | FN             | 825          | 19,27        |             |             |
|                | Marie-Anne Hoellinger | DVD            | 504          | 11,77        |             |             |
|                | Alphonse Walter       | FG             | 417          | 9,74         |             |             |
|                | Jeanne Zanella        | ECO            | 5            | 0,12         |             |             |
|                |                       |                |              |              |             |             |
| Inscrits       | Inscrits              | Inscrits       | 9 949        | 100,00       | 9 948       | 100,00      |
| Abstentions    | Abstentions           | Abstentions    | 5 493        | 55,21        | 5 242       | 52,69       |
| Votants        | Votants               | Votants        | 4 456        | 44,79        | 4 706       | 47,31       |
| Blancs et nuls | Blancs et nuls        | Blancs et nuls | 174          | 3,90         | 366         | 7,78        |
| Exprimés       | Exprimés              | Exprimés       | 4 282        | 96,10        | 4 340       | 92,22       |

*sortant

### Canton de Boulay-Moselle
| Candidat       | Candidat               | Étiquette      | Premier tour | Premier tour | Second tour | Second tour |
| Candidat       | Candidat               | Étiquette      | Voix         | %            | Voix        | %           |
| -------------- | ---------------------- | -------------- | ------------ | ------------ | ----------- | ----------- |
|                | André Boucher*         | DVD            | 3 299        | 52,21        | 4 231       | 64,17       |
|                | Daniel Durand-Decaudin | FN             | 1 794        | 28,39        | 2 362       | 35,83       |
|                | Gilbert Vallageas      | PS             | 923          | 14,61        |             |             |
|                | Jean-Louis Lorrain     | PG             | 303          | 4,80         |             |             |
|                |                        |                |              |              |             |             |
| Inscrits       | Inscrits               | Inscrits       | 15 221       | 100,00       | 15 221      | 100,00      |
| Abstentions    | Abstentions            | Abstentions    | 8 674        | 56,99        | 8 201       | 53,88       |
| Votants        | Votants                | Votants        | 6 547        | 43,01        | 7 020       | 46,12       |
| Blancs et nuls | Blancs et nuls         | Blancs et nuls | 228          | 3,48         | 427         | 6,08        |
| Exprimés       | Exprimés               | Exprimés       | 6 319        | 96,52        | 6 593       | 93,92       |

*sortant

### Canton de Cattenom
| Candidats      | Candidats           | Étiquette      | Premier tour | Premier tour | Second tour | Second tour |
| Candidats      | Candidats           | Étiquette      | Voix         | %            | Voix        | %           |
| -------------- | ------------------- | -------------- | ------------ | ------------ | ----------- | ----------- |
|                | Michel Paquet       | DVD            | 1 775        | 30,35        | 3 103       | 52,93       |
|                | Jean Le Gac         | PS             | 1 425        | 24,36        | 2 760       | 47,07       |
|                | Jean-Marc Bertram   | FN             | 1 040        | 17,78        |             |             |
|                | Elisabeth Parachini | EÉLV           | 658          | 11,25        |             |             |
|                | Jérôme Millière     | SE             | 631          | 10,79        |             |             |
|                | André Jacques       | DLR            | 178          | 3,04         |             |             |
|                | Annie Hackenheimer  | FG             | 142          | 2,43         |             |             |
|                |                     |                |              |              |             |             |
| Inscrits       | Inscrits            | Inscrits       | 17 271       | 100,00       | 17 271      | 100,00      |
| Abstentions    | Abstentions         | Abstentions    | 11 282       | 65,32        | 11 025      | 63,84       |
| Votants        | Votants             | Votants        | 5 989        | 34,68        | 6 246       | 36,36       |
| Blancs et nuls | Blancs et nuls      | Blancs et nuls | 140          | 0,81         | 383         | 6,13        |
| Exprimés       | Exprimés            | Exprimés       | 5 849        | 33,87        | 5 863       | 93,87       |

### Canton de Château-Salins
| Candidat       | Candidat              | Étiquette      | Premier tour | Premier tour | Second tour | Second tour |
| Candidat       | Candidat              | Étiquette      | Voix         | %            | Voix        | %           |
| -------------- | --------------------- | -------------- | ------------ | ------------ | ----------- | ----------- |
|                | Claude Cornet*        | DVD            | 820          | 30,98        | 1 304       | 54,77       |
|                | Gaétan Bénimeddourène | UMP            | 620          | 23,42        | 1 077       | 45,23       |
|                | Christian Antony      | FN             | 345          | 13,03        |             |             |
|                | Bernard Mouchot       | DVD            | 300          | 11,33        |             |             |
|                | Olivia Chaponet       | PS             | 273          | 10,31        |             |             |
|                | Christian Schwender   | MoDem          | 156          | 5,89         |             |             |
|                | Bernard Krier         | DVD            | 84           | 3,17         |             |             |
|                | Catherine Doppelmann  | PCF            | 49           | 1,85         |             |             |
|                |                       |                |              |              |             |             |
| Inscrits       | Inscrits              | Inscrits       | 4 897        | 100,00       | 4 896       | 100,00      |
| Abstentions    | Abstentions           | Abstentions    | 2 181        | 44,54        | 2 321       | 47,41       |
| Votants        | Votants               | Votants        | 2 716        | 55,46        | 2 575       | 52,59       |
| Blancs et nuls | Blancs et nuls        | Blancs et nuls | 69           | 2,54         | 194         | 7,53        |
| Exprimés       | Exprimés              | Exprimés       | 2 647        | 97,46        | 2 381       | 92,47       |

*sortant

### Canton de Delme
| Candidat       | Candidat            | Étiquette      | Premier tour | Premier tour | Second tour | Second tour |
| Candidat       | Candidat            | Étiquette      | Voix         | %            | Voix        | %           |
| -------------- | ------------------- | -------------- | ------------ | ------------ | ----------- | ----------- |
|                | Brice Lerond*       | DVD            | 867          | 37,32        | 1 256       | 60,10       |
|                | Jean-Raymond Faivre | PS             | 427          | 18,38        | 834         | 39,90       |
|                | Frédéric Berg       | FN             | 295          | 12,70        |             |             |
|                | Olivier Spiegel     | DVD            | 239          | 10,29        |             |             |
|                | Bernard Herrmann    | DVD            | 191          | 8,22         |             |             |
|                | Christophe Vautrin  | DVD            | 176          | 7,58         |             |             |
|                | Chloé Rémy          | PCF            | 128          | 5,51         |             |             |
|                |                     |                |              |              |             |             |
| Inscrits       | Inscrits            | Inscrits       | 4 228        | 100,00       | 4 219       | 100,00      |
| Abstentions    | Abstentions         | Abstentions    | 1 854        | 43,85        | 1 970       | 46,69       |
| Votants        | Votants             | Votants        | 2 374        | 56,15        | 2 249       | 53,31       |
| Blancs et nuls | Blancs et nuls      | Blancs et nuls | 51           | 2,15         | 159         | 7,07        |
| Exprimés       | Exprimés            | Exprimés       | 2 323        | 97,85        | 2 090       | 92,93       |

*sortant

### Canton de Fameck
| Candidats      | Candidats         | Étiquette      | Premier tour | Premier tour | Second tour | Second tour |
| Candidats      | Candidats         | Étiquette      | Voix         | %            | Voix        | %           |
| -------------- | ----------------- | -------------- | ------------ | ------------ | ----------- | ----------- |
|                | Clément Arnould*  | PS             | 1 944        | 41,45        | 3 398       | 64,64       |
|                | Patricia Clementz | FN             | 1 202        | 25,63        | 1 859       | 35,36       |
|                | Rémy Sadocco      | UMP            | 701          | 14,95        |             |             |
|                | Jean-Marc Heyert  | FG             | 332          | 7,08         |             |             |
|                | Salah Haidas      | PRG            | 284          | 6,06         |             |             |
|                | Christian Rogy    | SE             | 227          | 4,84         |             |             |
|                |                   |                |              |              |             |             |
| Inscrits       | Inscrits          | Inscrits       | 14 026       | 100,00       | 14 026      | 100,00      |
| Abstentions    | Abstentions       | Abstentions    | 9 215        | 65,70        | 8 493       | 60,55       |
| Votants        | Votants           | Votants        | 4 811        | 34,30        | 5 533       | 39,45       |
| Blancs et nuls | Blancs et nuls    | Blancs et nuls | 121          | 2,52         | 276         | 4,99        |
| Exprimés       | Exprimés          | Exprimés       | 4 690        | 97,48        | 5 257       | 95,01       |

*sortant

### Canton de Fontoy
| Candidats      | Candidats        | Étiquette      | Premier tour | Premier tour | Second tour | Second tour |
| Candidats      | Candidats        | Étiquette      | Voix         | %            | Voix        | %           |
| -------------- | ---------------- | -------------- | ------------ | ------------ | ----------- | ----------- |
|                | Jacky Aliventi*  | PS             | 2 525        | 46,06        | 4 273       | 71,42       |
|                | Fabrice Bertram  | FN             | 1 162        | 21,20        | 1 710       | 28,58       |
|                | Sylvie Thomas    | UMP            | 607          | 11,07        |             |             |
|                | Céline Chamagne  | FG             | 569          | 10,38        |             |             |
|                | Nadine Zancanaro | EÉLV           | 481          | 8,77         |             |             |
|                | Michel Jakubczyk | POI            | 138          | 2,52         |             |             |
|                |                  |                |              |              |             |             |
| Inscrits       | Inscrits         | Inscrits       | 16 725       | 100,00       | 16 725      | 100,00      |
| Abstentions    | Abstentions      | Abstentions    | 11 150       | 66,67        | 10 412      | 62,25       |
| Votants        | Votants          | Votants        | 5 575        | 33,33        | 6 313       | 37,75       |
| Blancs et nuls | Blancs et nuls   | Blancs et nuls | 93           | 1,67         | 330         | 5,23        |
| Exprimés       | Exprimés         | Exprimés       | 5 482        | 98,33        | 5 983       | 94,77       |

*sortant

### Canton de Forbach
| Candidat       | Candidat            | Étiquette      | Premier tour | Premier tour | Second tour | Second tour |
| Candidat       | Candidat            | Étiquette      | Voix         | %            | Voix        | %           |
| -------------- | ------------------- | -------------- | ------------ | ------------ | ----------- | ----------- |
|                | Laurent Kalinowski* | PS             | 1 859        | 44,18        | 3 079       | 64,00       |
|                | Philippe Armand     | FN             | 1 161        | 27,59        | 1 732       | 36,00       |
|                | Christian Peyron    | DVD            | 721          | 17,13        |             |             |
|                | Jean-Claude Brunie  | DVD            | 282          | 6,70         |             |             |
|                | Nicolas Walczak     | PCF            | 110          | 2,61         |             |             |
|                | Antoine Capraro     | DVG            | 75           | 1,78         |             |             |
|                |                     |                |              |              |             |             |
| Inscrits       | Inscrits            | Inscrits       | 14 161       | 100,00       | 13 961      | 100,00      |
| Abstentions    | Abstentions         | Abstentions    | 9 846        | 69,53        | 8 890       | 63,68       |
| Votants        | Votants             | Votants        | 4 315        | 30,47        | 5 071       | 36,32       |
| Blancs et nuls | Blancs et nuls      | Blancs et nuls | 107          | 2,48         | 260         | 5,13        |
| Exprimés       | Exprimés            | Exprimés       | 4 208        | 97,52        | 4 811       | 94,87       |

*sortant

### Canton de Freyming-Merlebach
| Candidats      | Candidats           | Étiquette      | Premier tour | Premier tour | Second tour | Second tour |
| Candidats      | Candidats           | Étiquette      | Voix         | %            | Voix        | %           |
| -------------- | ------------------- | -------------- | ------------ | ------------ | ----------- | ----------- |
|                | Laurent Kleinhentz* | PS             | 2 949        | 46,39        | 4 490       | 61,63       |
|                | Éric Vilain         | FN             | 1 972        | 31,02        | 2 796       | 38,37       |
|                | Francine Kochems    | UMP            | 864          | 13,59        |             |             |
|                | Audrey Kempenich    | EÉLV           | 372          | 5,85         |             |             |
|                | Richard Caudy       | FG             | 200          | 3,15         |             |             |
|                |                     |                |              |              |             |             |
| Inscrits       | Inscrits            | Inscrits       | 18 690       | 100,00       | 18 690      | 100,00      |
| Abstentions    | Abstentions         | Abstentions    | 12 185       | 65,20        | 11 121      | 59,50       |
| Votants        | Votants             | Votants        | 6 505        | 34,80        | 7 569       | 40,50       |
| Blancs et nuls | Blancs et nuls      | Blancs et nuls | 148          | 2,28         | 283         | 3,74        |
| Exprimés       | Exprimés            | Exprimés       | 6 357        | 97,72        | 7 286       | 96,26       |

*sortant

### Canton de Lorquin
| Candidat       | Candidat               | Étiquette      | Premier tour | Premier tour |
| Candidat       | Candidat               | Étiquette      | Voix         | %            |
| -------------- | ---------------------- | -------------- | ------------ | ------------ |
|                | Emmanuel Riehl         | DVD            | 1 561        | 52,88        |
|                | Alain Demange          | DVD            | 806          | 27,30        |
|                | Jean-Pierre Holzmann   | FN             | 323          | 10,94        |
|                | Jean-Christophe Kinnel | PS             | 220          | 7,45         |
|                | Philippe Noller        | PCF            | 42           | 1,42         |
|                |                        |                |              |              |
| Inscrits       | Inscrits               | Inscrits       | 5 398        | 100,00       |
| Abstentions    | Abstentions            | Abstentions    | 2 366        | 43,83        |
| Votants        | Votants                | Votants        | 3 032        | 56,17        |
| Blancs et nuls | Blancs et nuls         | Blancs et nuls | 80           | 2,64         |
| Exprimés       | Exprimés               | Exprimés       | 2 952        | 97,36        |

### Canton de Maizières-lès-Metz
| Candidats      | Candidats         | Étiquette      | Premier tour | Premier tour | Second tour | Second tour |
| Candidats      | Candidats         | Étiquette      | Voix         | %            | Voix        | %           |
| -------------- | ----------------- | -------------- | ------------ | ------------ | ----------- | ----------- |
|                | Gérard Terrier*   | PS             | 2 566        | 31,90        | 5 357       | 62,14       |
|                | Valérie Benoist   | FN             | 2 069        | 25,72        | 3 264       | 37,86       |
|                | Julien Freyburger | UMP            | 1 588        | 19,74        |             |             |
|                | Patrick Abate     | FG             | 1 581        | 19,66        |             |             |
|                | Patrick Simon     | POI            | 239          | 2,97         |             |             |
|                |                   |                |              |              |             |             |
| Inscrits       | Inscrits          | Inscrits       | 21 637       | 100,00       | 21 636      | 100,00      |
| Abstentions    | Abstentions       | Abstentions    | 13 407       | 61,96        | 12 408      | 57,35       |
| Votants        | Votants           | Votants        | 8 230        | 38,04        | 9 228       | 42,65       |
| Blancs et nuls | Blancs et nuls    | Blancs et nuls | 187          | 2,27         | 607         | 6,58        |
| Exprimés       | Exprimés          | Exprimés       | 8 043        | 97,73        | 8 621       | 93,42       |

*sortant

### Canton de Marange-Silvange
| Candidats      | Candidats            | Étiquette      | Premier tour | Premier tour | Second tour | Second tour |
| Candidats      | Candidats            | Étiquette      | Voix         | %            | Voix        | %           |
| -------------- | -------------------- | -------------- | ------------ | ------------ | ----------- | ----------- |
|                | Delphine Haffner     | FN             | 1 952        | 27,08        | 3 085       | 39,88       |
|                | Marcel Klammers*     | PS             | 1 768        | 24,53        | 4 650       | 60,12       |
|                | Marcel Jacques       | UMP            | 970          | 13,46        |             |             |
|                | Daniel Pierre        | EÉLV           | 872          | 12,10        |             |             |
|                | Pierre Keller        | DVG            | 382          | 5,30         |             |             |
|                | Christiane Toussaint | DVG            | 724          | 4,08         |             |             |
|                | Antoine Postera      | SE             | 281          | 3,90         |             |             |
|                | Judith Jollain       | FG             | 258          | 3,58         |             |             |
|                |                      |                |              |              |             |             |
| Inscrits       | Inscrits             | Inscrits       | 17 708       | 100,00       | 17 708      | 100,00      |
| Abstentions    | Abstentions          | Abstentions    | 10 340       | 58,39        | 9 483       | 53,55       |
| Votants        | Votants              | Votants        | 7 368        | 41,61        | 8 225       | 46,45       |
| Blancs et nuls | Blancs et nuls       | Blancs et nuls | 161          | 2,19         | 490         | 5,96        |
| Exprimés       | Exprimés             | Exprimés       | 7 207        | 97,81        | 7 735       | 94,04       |

*sortant

### Canton de Metz-Ville-1
| Candidats      | Candidats                 | Étiquette      | Premier tour | Premier tour | Second tour | Second tour |
| Candidats      | Candidats                 | Étiquette      | Voix         | %            | Voix        | %           |
| -------------- | ------------------------- | -------------- | ------------ | ------------ | ----------- | ----------- |
|                | Françoise Grolet (simple) | FN             | 1 070        | 26,36        | 2 087       | 45,11       |
|                | Dominique Gros*           | PS             | 1 061        | 26,14        | 2 539       | 54,89       |
|                | Jérémy Aldrin             | UMP            | 877          | 21,61        |             |             |
|                | Isabelle Mire             | EÉLV           | 389          | 9,58         |             |             |
|                | Christine Singer          | MoDem          | 394          | 9,71         |             |             |
|                | Jacques Marechal          | FG             | 182          | 4,48         |             |             |
|                | Vincent Metzinger         | POI            | 86           | 2,12         |             |             |
|                |                           |                |              |              |             |             |
| Inscrits       | Inscrits                  | Inscrits       | 12 615       | 100,00       | 12 615      | 100,00      |
| Abstentions    | Abstentions               | Abstentions    | 8 477        | 67,20        | 7 559       | 59,92       |
| Votants        | Votants                   | Votants        | 4 138        | 32,80        | 5 056       | 40,08       |
| Blancs et nuls | Blancs et nuls            | Blancs et nuls | 79           | 1,91         | 430         | 8,50        |
| Exprimés       | Exprimés                  | Exprimés       | 4 059        | 98,09        | 4 626       | 91,50       |

*sortant

### Canton de Metz-Ville-2
| Candidats      | Candidats            | Étiquette      | Premier tour | Premier tour | Second tour | Second tour |
| Candidats      | Candidats            | Étiquette      | Voix         | %            | Voix        | %           |
| -------------- | -------------------- | -------------- | ------------ | ------------ | ----------- | ----------- |
|                | Christiane Pallez*   | PS             | 1 169        | 22,71        | 2 633       | 50,23       |
|                | Denis Jacquat        | UMP            | 1 088        | 21,13        | 2 657       | 49,77       |
|                | André Peltier        | FN             | 984          | 19,11        |             |             |
|                | Emmanuel Lebeau      | DVD            | 634          | 12,32        |             |             |
|                | Guy Frey             | EÉLV           | 503          | 9,77         |             |             |
|                | Nelly Ernst-Louvigny | FG             | 241          | 4,68         |             |             |
|                | Philippe Grégoire    | DVD            | 231          | 4,49         |             |             |
|                | Agnès Migaud         | MoDem          | 176          | 3,42         |             |             |
|                | André Masius         | DLR            | 122          | 2,37         |             |             |
|                |                      |                |              |              |             |             |
| Inscrits       | Inscrits             | Inscrits       | 15 859       | 100,00       | 15 859      | 100,00      |
| Abstentions    | Abstentions          | Abstentions    | 10 619       | 66,96        | 10 108      | 63,74       |
| Votants        | Votants              | Votants        | 5 240        | 33,04        | 5 751       | 36,26       |
| Blancs et nuls | Blancs et nuls       | Blancs et nuls | 92           | 1,76         | 461         | 8,02        |
| Exprimés       | Exprimés             | Exprimés       | 5 148        | 98,24        | 5 290       | 91,98       |

*sortant

### Canton de Montigny-lès-Metz
| Candidats      | Candidats                 | Étiquette      | Premier tour | Premier tour | Second tour | Second tour |
| Candidats      | Candidats                 | Étiquette      | Voix         | %            | Voix        | %           |
| -------------- | ------------------------- | -------------- | ------------ | ------------ | ----------- | ----------- |
|                | Lucien Vetsch             | DVD            | 2 314        | 30,09        | 5 262       | 66,36       |
|                | Gérard Nemessany          | FN             | 1 609        | 20,92        | 2 667       | 33,64       |
|                | Pierre Bonati             | PS             | 1 398        | 18,18        |             |             |
|                | Claude Bellei             | MoDem          | 1 214        | 15,78        |             |             |
|                | Matthieu Gatipon-Bachette | EÉLV           | 826          | 10,74        |             |             |
|                | Alain Philippi            | FG             | 330          | 4,29         |             |             |
|                |                           |                |              |              |             |             |
| Inscrits       | Inscrits                  | Inscrits       | 21 555       | 100,00       | 21 556      | 100,00      |
| Abstentions    | Abstentions               | Abstentions    | 13 728       | 63,69        | 12 932      | 59,99       |
| Votants        | Votants                   | Votants        | 7 827        | 36,31        | 8 624       | 40,01       |
| Blancs et nuls | Blancs et nuls            | Blancs et nuls | 131          | 1,74         | 695         | 8,06        |
| Exprimés       | Exprimés                  | Exprimés       | 7 691        | 98,26        | 7 929       | 91,94       |

### Canton de Rombas
| Candidats      | Candidats       | Étiquette      | Premier tour | Premier tour | Second tour | Second tour |
| Candidats      | Candidats       | Étiquette      | Voix         | %            | Voix        | %           |
| -------------- | --------------- | -------------- | ------------ | ------------ | ----------- | ----------- |
|                | Lionel Fournier | PS             | 1 602        | 33,61        | 2 924       | 56,88       |
|                | Jean Crompin    | FN             | 1 319        | 27,67        | 2 217       | 43,12       |
|                | Julien Vick     | EÉLV           | 796          | 16,70        |             |             |
|                | Jacques Baillet | DVD            | 790          | 16,57        |             |             |
|                | Michel Cariddi  | FG             | 260          | 5,45         |             |             |
|                |                 |                |              |              |             |             |
| Inscrits       | Inscrits        | Inscrits       | 14 303       | 100,00       | 14 301      | 100,00      |
| Abstentions    | Abstentions     | Abstentions    | 9 347        | 65,35        | 8 724       | 61,00       |
| Votants        | Votants         | Votants        | 4 956        | 34,65        | 5 577       | 39,00       |
| Blancs et nuls | Blancs et nuls  | Blancs et nuls | 189          | 3,81         | 436         | 7,82        |
| Exprimés       | Exprimés        | Exprimés       | 4 767        | 96,19        | 5 141       | 92,18       |

### Canton de Saint-Avold-2
| Candidat       | Candidat               | Étiquette      | Premier tour | Premier tour | Second tour | Second tour |
| Candidat       | Candidat               | Étiquette      | Voix         | %            | Voix        | %           |
| -------------- | ---------------------- | -------------- | ------------ | ------------ | ----------- | ----------- |
|                | Jean Schuler*          | UMP            | 2 002        | 33,58        | 2 365       | 54,90       |
|                | Thierry Gourlot        | FN             | 1 822        | 30,57        | 2 847       | 45,10       |
|                | Gilbert Weber          | PS             | 1 352        | 22,68        |             |             |
|                | Pierre Diliberto       | EXG            | 290          | 4,86         |             |             |
|                | Jean-Paul Mantout      | MoDem          | 258          | 4,33         |             |             |
|                | Michèle Toroni Joubert | PG             | 237          | 3,98         |             |             |
|                |                        |                |              |              |             |             |
| Inscrits       | Inscrits               | Inscrits       | 16 015       | 100,00       | 16 015      | 100,00      |
| Abstentions    | Abstentions            | Abstentions    | 9 938        | 62,95        | 9 357       | 58,43       |
| Votants        | Votants                | Votants        | 6 077        | 37,95        | 6 658       | 41,57       |
| Blancs et nuls | Blancs et nuls         | Blancs et nuls | 116          | 1,91         | 346         | 5,20        |
| Exprimés       | Exprimés               | Exprimés       | 5 961        | 98,09        | 6 312       | 94,80       |

*sortant

### Canton de Sarrebourg
| Candidat       | Candidat            | Étiquette      | Premier tour | Premier tour | Second tour | Second tour |
| Candidat       | Candidat            | Étiquette      | Voix         | %            | Voix        | %           |
| -------------- | ------------------- | -------------- | ------------ | ------------ | ----------- | ----------- |
|                | Jean-Pierre Spreng* | UMP            | 3 445        | 40,57        | 4 609       | 55,89       |
|                | Jean-Yves Schaff    | PS             | 2 223        | 26,18        | 3 638       | 44,11       |
|                | Sylvain Houpert     | FN             | 1881         | 22,15        |             |             |
|                | Gilbert Poirot      | EÉLV           | 529          | 6,23         |             |             |
|                | Jérémie Parisot     | MoDem          | 335          | 3,94         |             |             |
|                | Michel Sumera       | PCF            | 79           | 0,93         |             |             |
|                |                     |                |              |              |             |             |
| Inscrits       | Inscrits            | Inscrits       | 19 907       | 100,00       | 19 907      | 100,00      |
| Abstentions    | Abstentions         | Abstentions    | 11 164       | 56,08        | 11 059      | 55,55       |
| Votants        | Votants             | Votants        | 8 743        | 43,92        | 8 848       | 45,45       |
| Blancs et nuls | Blancs et nuls      | Blancs et nuls | 251          | 2,87         | 601         | 6,79        |
| Exprimés       | Exprimés            | Exprimés       | 8 492        | 97,13        | 8 247       | 93,21       |

*sortant

### Canton de Sarreguemines
| Candidat       | Candidat           | Étiquette      | Premier tour | Premier tour | Second tour | Second tour |
| Candidat       | Candidat           | Étiquette      | Voix         | %            | Voix        | %           |
| -------------- | ------------------ | -------------- | ------------ | ------------ | ----------- | ----------- |
|                | Jean-Claude Cunat  | DVD            | 1 475        | 31,18        | 3 016       | 61,02       |
|                | Bruno Vizvari      | FN             | 1 245        | 26,32        | 1 927       | 38,98       |
|                | Jean-Claude Moulay | PS             | 820          | 17,34        |             |             |
|                | Michel Uhring      | EÉLV           | 808          | 17,08        |             |             |
|                | Bernadette Hilpert | PCF            | 229          | 4,84         |             |             |
|                | Patrick Roumeas    | POI            | 153          | 3,23         |             |             |
|                |                    |                |              |              |             |             |
| Inscrits       | Inscrits           | Inscrits       | 15 029       | 100,00       | 15 029      | 100,00      |
| Abstentions    | Abstentions        | Abstentions    | 10 131       | 67,41        | 9 658       | 64,26       |
| Votants        | Votants            | Votants        | 4 898        | 32,59        | 5 371       | 35,74       |
| Blancs et nuls | Blancs et nuls     | Blancs et nuls | 168          | 3,43         | 428         | 7,97        |
| Exprimés       | Exprimés           | Exprimés       | 4 730        | 96,57        | 4 943       | 92,03       |

### Canton de Sarreguemines-Campagne
| Candidat       | Candidat             | Étiquette      | Premier tour | Premier tour | Second tour | Second tour |
| Candidat       | Candidat             | Étiquette      | Voix         | %            | Voix        | %           |
| -------------- | -------------------- | -------------- | ------------ | ------------ | ----------- | ----------- |
|                | Jean Karmann*        | DVD            | 2 940        | 36,90        | 4 682       | 58,94       |
|                | Christophe Beger     | FN             | 2 134        | 26,78        | 3 261       | 41,06       |
|                | Michaël Weber        | PS             | 1 447        | 18,16        |             |             |
|                | Jean-Louis Dal Ferro | EÉLV           | 1 157        | 14,52        |             |             |
|                | Carmen Eichert       | EXG            | 167          | 2,10         |             |             |
|                | Brigitte Blang       | PG             | 123          | 1,54         |             |             |
|                |                      |                |              |              |             |             |
| Inscrits       | Inscrits             | Inscrits       | 20 606       | 100,00       | 20 612      | 100,00      |
| Abstentions    | Abstentions          | Abstentions    | 12 369       | 60,03        | 12 009      | 58,26       |
| Votants        | Votants              | Votants        | 8 237        | 39,97        | 8 603       | 41,74       |
| Blancs et nuls | Blancs et nuls       | Blancs et nuls | 269          | 3,27         | 600         | 7,67        |
| Exprimés       | Exprimés             | Exprimés       | 7 968        | 96,73        | 7 943       | 92,33       |

*sortant

### Canton de Stiring-Wendel
| Candidats      | Candidats          | Étiquette      | Premier tour | Premier tour | Second tour | Second tour |
| Candidats      | Candidats          | Étiquette      | Voix         | %            | Voix        | %           |
| -------------- | ------------------ | -------------- | ------------ | ------------ | ----------- | ----------- |
|                | Jean-Claude Holtz* | DVD            | 2 608        | 38,36        | 4 595       | 62,57       |
|                | Alain Friderich    | FN             | 1 841        | 27,08        | 2 749       | 37,43       |
|                | Jean-Claude Hehn   | DVD            | 1 179        | 17,34        |             |             |
|                | Norbert Wengeler   | PS             | 994          | 14,62        |             |             |
|                | Doris Bartoletti   | PCF            | 176          | 2,59         |             |             |
|                |                    |                |              |              |             |             |
| Inscrits       | Inscrits           | Inscrits       | 19 523       | 100,00       | 19 523      | 100,00      |
| Abstentions    | Abstentions        | Abstentions    | 12 574       | 64,41        | 11 822      | 60,55       |
| Votants        | Votants            | Votants        | 6 949        | 35,59        | 7 701       | 39,45       |
| Blancs et nuls | Blancs et nuls     | Blancs et nuls | 151          | 2,17         | 357         | 4,64        |
| Exprimés       | Exprimés           | Exprimés       | 6 798        | 97,83        | 7 344       | 95,36       |

*sortant

### Canton de Vic-sur-Seille
| Candidats      | Candidats        | Étiquette      | Premier tour | Premier tour |
| Candidats      | Candidats        | Étiquette      | Voix         | %            |
| -------------- | ---------------- | -------------- | ------------ | ------------ |
|                | Philippe Leroy*  | UMP            | 964          | 60,97        |
|                | Christian Dosda  | FN             | 271          | 17,14        |
|                | Bernard Kerdraon | PS             | 254          | 16,07        |
|                | Estelle Gallot   | PCF            | 92           | 5,82         |
|                |                  |                |              |              |
| Inscrits       | Inscrits         | Inscrits       | 2 919        | 100,00       |
| Abstentions    | Abstentions      | Abstentions    | 1 290        | 44,19        |
| Votants        | Votants          | Votants        | 1 629        | 55,81        |
| Blancs et nuls | Blancs et nuls   | Blancs et nuls | 48           | 2,95         |
| Exprimés       | Exprimés         | Exprimés       | 1 581        | 97,05        |

*sortant

### Canton de Woippy
| Candidats      | Candidats             | Étiquette      | Premier tour | Premier tour | Second tour | Second tour |
| Candidats      | Candidats             | Étiquette      | Voix         | %            | Voix        | %           |
| -------------- | --------------------- | -------------- | ------------ | ------------ | ----------- | ----------- |
|                | François Grosdidier   | UMP            | 2 571        | 28,27        | 5 539       | 64,75       |
|                | Isabelle Tisserand    | FN             | 1 921        | 21,12        | 3 016       | 35,25       |
|                | Jean-Claude Théobald* | DVD            | 1 761        | 19,36        |             |             |
|                | Étienne Daval         | PS             | 1 241        | 13,65        |             |             |
|                | Louisa Benzaid        | EÉLV           | 729          | 8,02         |             |             |
|                | Jacques Marchal       | FG             | 450          | 4,95         |             |             |
|                | Laura Tared           | MoDem          | 347          | 3,82         |             |             |
|                | Philippe Mousnier     | EXG            | 74           | 0,81         |             |             |
|                |                       |                |              |              |             |             |
| Inscrits       | Inscrits              | Inscrits       | 23 197       | 100,00       | 23 285      | 100,00      |
| Abstentions    | Abstentions           | Abstentions    | 13 900       | 59,92        | 13 599      | 58,40       |
| Votants        | Votants               | Votants        | 9 297        | 40,08        | 9 686       | 41,60       |
| Blancs et nuls | Blancs et nuls        | Blancs et nuls | 203          | 2,18         | 1131        | 11,68       |
| Exprimés       | Exprimés              | Exprimés       | 9 094        | 97,82        | 8 555       | 88,32       |

*sortant

### Canton d'Yutz
| Candidats      | Candidats         | Étiquette      | Premier tour | Premier tour | Second tour | Second tour |
| Candidats      | Candidats         | Étiquette      | Voix         | %            | Voix        | %           |
| -------------- | ----------------- | -------------- | ------------ | ------------ | ----------- | ----------- |
|                | Patrick Weiten*   | DVD            | 5 019        | 63,44        | 5 789       | 74,87       |
|                | Yannick Williot   | PS             | 1 027        | 12,98        | 1 943       | 25,13       |
|                | Gilbert Garni     | FN             | 957          | 12,10        |             |             |
|                | Brigitte Albertus | EÉLV           | 665          | 8,41         |             |             |
|                | Nicole Kirch      | FG             | 174          | 2,20         |             |             |
|                | Pierre Jéras      | DLR            | 69           | 0,87         |             |             |
|                |                   |                |              |              |             |             |
| Inscrits       | Inscrits          | Inscrits       | 22 056       | 100,00       | 22 056      | 100,00      |
| Abstentions    | Abstentions       | Abstentions    | 14 045       | 63,68        | 14 001      | 63,48       |
| Votants        | Votants           | Votants        | 8 011        | 36,32        | 8 055       | 36,52       |
| Blancs et nuls | Blancs et nuls    | Blancs et nuls | 100          | 1,25         | 323         | 5,01        |
| Exprimés       | Exprimés          | Exprimés       | 7 911        | 98,75        | 7 732       | 95,99       |

*sortant